# Zebulon Pike
Zebulon Montgomery Pike Jr. (Lamington, Nueva Jersey, 5 de enero de 1779-27 de abril de 1813) fue un militar y explorador estadounidense, conocido por haber llevado a cabo la expedición Pike, a menudo comparada con la expedición de Lewis y Clark, en la que cartografió gran parte de la sección sur de los terrenos adquiridos en la Compra de la Luisiana. En su honor, se nombró el pico Pikes en Colorado, y diez condados de varios estados de los Estados Unidos llevan su nombre.

## Primeros años
Zebulon Pike nació en Lamington, Nueva Jersey.Su padre, también llamado Zebulon Pike, era un oficial en el Ejército Continental del general George Washington y sirvió en el Ejército de los Estados Unidos después del final de la Guerra Revolucionaria. El joven Pike creció en una serie de puestos de avanzada en el Medio Oeste —la frontera de los Estados Unidos en ese momento— en los actuales Ohio e Illinois. Se unió a su padre como un regimiento de cadetes en 1794, obtuvo una comisión como alférez en 1799 y un año más tarde como primer teniente. 
Pike se casó con Clarissa Harlow Brown en 1801 y siguió una carrera militar nada reseñable desempeñando tareas relacionadas con la logística, nóminas y sueldos en varios puestos fronterizos. Su carrera fue impulsada por el general James Wilkinson (1757-1825), que había sido nombrado Gobernador del Alto Territorio de Luisiana. En 1805, Wilkinson dio órdenes a Pike para que encontrase la fuente del río Misisipí. La expedición de Lewis y Clark había seguido el río Misuri al noroeste de San Luis, y las reclamaciones de Estados Unidos sobre la mayor parte del norte del territorio de Luisiana permanecían sin ser reafirmadas. 

## Expedición al suroeste

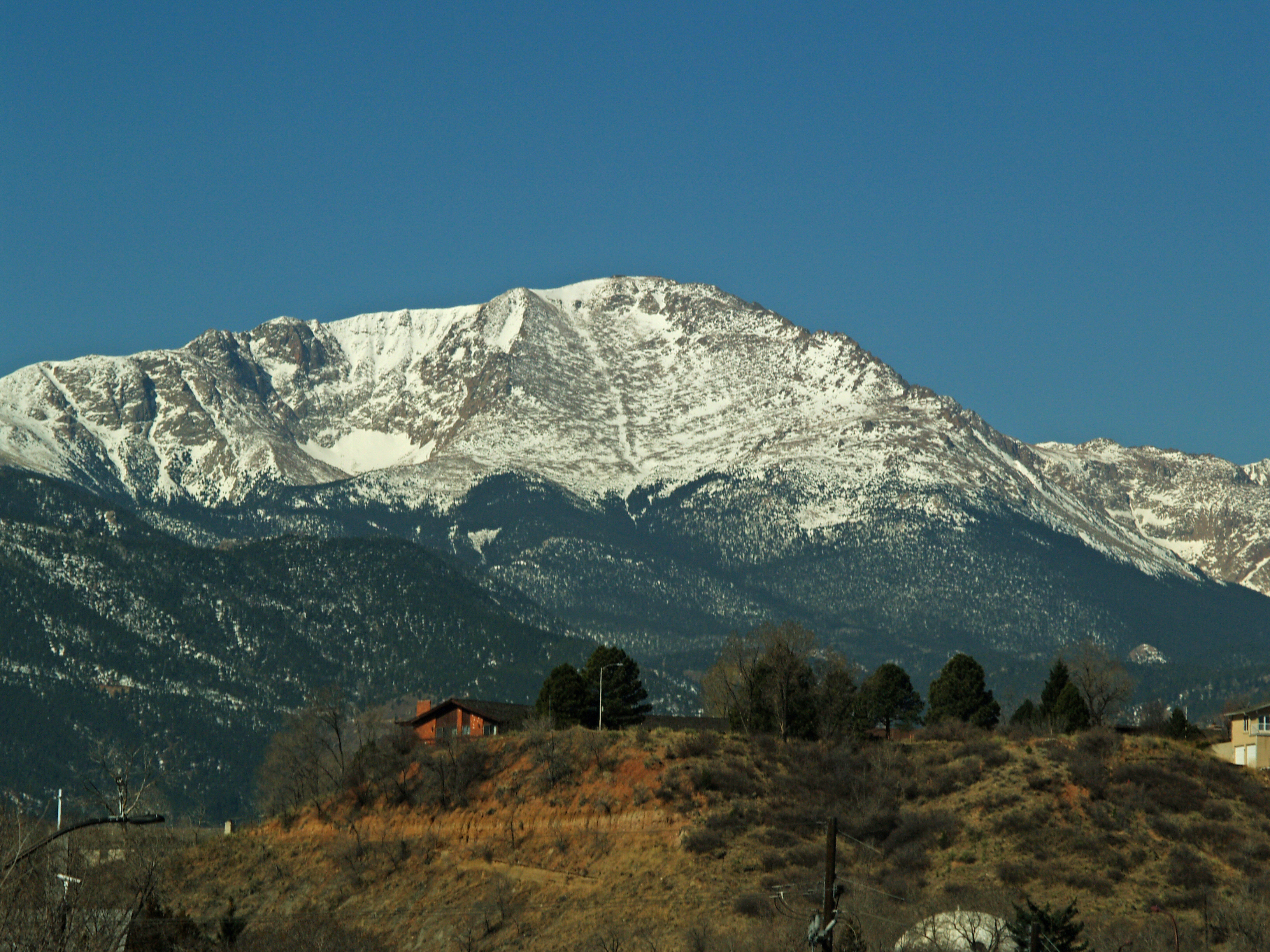
El pico Pikes (4302 m), en la cordillera Front, Colorado, al que intentó ascender sin conseguirlo Zebulon Pike en 1806.

Casi inmediatamente después de su regreso, Pike recibió órdenes una vez más para llevar una expedición de exploración para encontrar las cabeceras del río Arkansas y del río Rojo (Misisipi). El 15 de julio de 1806, Pike partió desde Fort Belle Fontaine, cerca de San Luis, para explorar el Suroeste, en la que ahora se conoce como la «Expedición Pike». 
Pike nunca llegó a la cumbre del famoso pico que lleva su nombre. Lo intentó en noviembre de 1806, llegando a monte Rosa, al sureste del pico Pikes, e intento sin conseguirlo el ascenso en nieve profunda hasta la cintura, después de haber pasado casi dos días sin alimentos.
Este viaje, terminó con la captura de Pike y sus compañeros estadounidenses el 26 de febrero de 1807 por las autoridades españolas al mando del gobernador español Facundo Melgares en el norte de Nuevo México, una región que ahora forma parte de Colorado. Pike y sus hombres fueron llevados a Santa Fe, y luego a Chihuahua, donde comparecieron ante el comandante general Salcedo. Salcedo alojó a Pike con Juan Pedro Walker, un cartógrafo, que también actuó como intérprete y como transcriptor/traductor de los documentos confiscados a Pike. Mientras Pike estaba con Walker tuvo acceso a varios mapas del suroeste de México y se enteró del descontento con la dominación española. Pike y sus hombres fueron puestos en libertad, con una protesta, en la frontera con los Estados Unidos en Luisiana el 1 de julio de 1807.

## Tras el servicio militar
Pike fue ascendido a capitán sin su conocimiento, mientras estaba en la expedición del suroeste. En 1811, fue listado como teniente coronel Zebulon M. Pike con el 4º Regimiento de Infantería en la batalla de Tippecanoe. Fue ascendido a coronel en 1812. Continuó su papel como funcionario militar, sirviendo como adjunto de suministros generales en Nueva Orleans e inspector general durante la Guerra de 1812. 
Pike fue ascendido a general de brigada en 1813. Junto con el general Jacob Brown, Pike partió de un puesto de avanzada militar rural, Sackets Harbor, en la orilla neoyorquina del lago Ontario, para su última campaña militar. En esta expedición, Pike comandó tropas de combate en el exitoso ataque sobre York, Ontario (actualmente Toronto) el 27 de abril de 1813. Pike murió golpeado por las rocas y otros desechos que volaron cuando la guarnición británica, en retirada, voló sus municiones, sin previo aviso, mientras negociaban la rendición de la ciudad. Su cuerpo fue llevado por barco de regreso al puerto de Sackets, donde fueron enterrados sus restos.

## Diarios
Aunque sus diarios fueron confiscados por las autoridades españolas, y no fueron recuperados de México hasta 1900, el relato de Pike de su expedición al suroeste se publicó en 1810 como The expeditions of Zebulon Montgomery Pike to headwaters of the Mississippi River, through Louisiana Territory, and in New Spain, during the years 1805-6-7  (Las expediciones de Zebulon Montgomery Pike a las fuentes del río Misisipi, a través del territorio de Luisiana, y en Nueva España, durante los años 1805-6-7), y más tarde fue publicado en francés, alemán y holandés. Su informe se convirtió en lectura obligada para todos los exploradores de Norteamérica que lo siguieron en el siglo XIX, un relato dramatizado sobre la exploración del suroeste. Describió las políticas en Chihuahua que condujeron al movimiento de independencia de México, así como las condiciones de comercio en Nuevo México y Chihuahua, cuyas descripciones ayudaron a promover el desarrollo del camino de Santa Fe («Santa Fe Trail»). 

## Reconocimientos
En reconocimiento a la labor exploratoria de Pike, se le dio su nombre a muchas entidades políticas, localidades y accidentes geográficos en todo el territorio estadounidense. Los más importantes son los siguientes:
- Condados:

- Condado de Pike (Alabama), en Alabama;
- Condado de Pike (Arkansas), en Arkansas;
- Condado de Pike (Georgia), en Georgia y su sede Zebulon;
- Condado de Pike (Illinois), en Illinois;
- Condado de Pike (Indiana), en Indiana;
- Condado de Pike (Kentucky), en Kentucky;
- Condado de Pike (Misisipi), en Misisipi;
- Condado de Pike (Misuri)e, en Misuri;
- Condado de Pike (Ohio), en Ohio;
- Condado de Pike (Pensilvania), en Pensilvania;

Localidades:
- Pikesville, Maryland;
- Piketon, Ohio;
- Pikeville, Kentucky;
- Pike Township, Marion County, Indiana;

Otros:
- USS Pike General;
- Fort Pike;
- Pico Pikes;
- Pico Pikes (Iowa);
- Bosque Nacional Pike;
- Isla Pike en Fort Snelling State Park, Minnesota;
- arroyo Pike, en el municipio de Condado de Morrison, Minnesota;

## Antepasados y familia
Pike era descendiente de John Pike, uno de los primeros colonos inmigrantes y fundador de Woodbridge, Nueva Jersey. Los antepasados de Zebulon son los siguientes: 
- John Pike (1587-1654)
  - John Pike (1613-1688)
    - John Pike III (1639-1714)
      - Zebulon Pike (1692-1762)
        - James Pike (1721-1761)
          - Zebulon Pike (1751-1834)
            - Zebulon Montgomery Pike (1779-1813)

Zebulon se casó con Clarissa Harlow Brown en 1801. Su hija Clarissa Brown Pike se casó con John Cleves Symmes Harrison, hijo del presidente William Henry Harrison. Zebulon murió sin un hijo que llevara su apellido, de modo que no hay Pikes que sean descendientes directos.
|                                                                                                 |
| Nicholas King, Zebulon Pike, Anthony Nau, y Francis Shallus, Map of the Mississippi River, 1810 |